# Giovanni Salucci

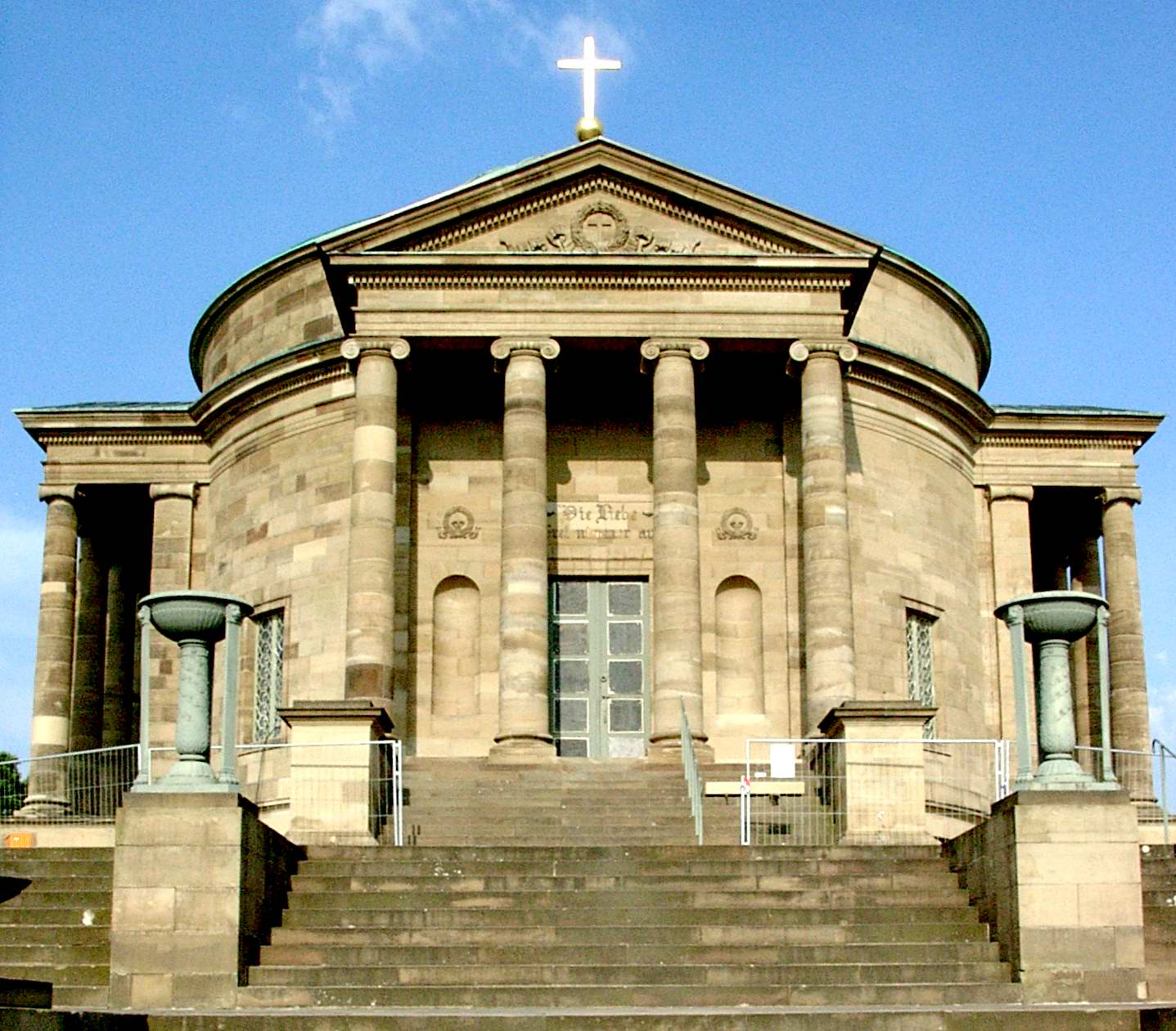
Die Grabkapelle auf dem Württemberg in Stuttgart-Rotenberg

Giovanni Battista Salucci (* 1. Juli 1769 in Florenz; † 18. Juli 1845 in Florenz) war ein italienischer Architekt.

## Leben und Werk
1783 begann Giovanni Salucci mit einem Architekturstudium an der Accademia di Belle Arti in Florenz. Seine ersten Aufträge bekam er während Studienreisen nach Rom und in Venetien.
1797 verkehrte er bei einem Aufenthalt in Bologna in politisch den Ideen der Französischen Revolution nahestehenden Kreisen. Salucci erregte dadurch das Misstrauen der Regierung des habsburgischen Großherzogtum Toskana und wurde 1798 in Abwesenheit zum Tode verurteilt. Daraufhin trat er in die französische Italienarmee ein.
1801 wurde er für die Cisalpinische Republik, eine Tochterrepublik unter Napoleon auf dem Gebiet Italiens, als Topograf eingestellt und arbeitete 1802 an den Befestigungen von Alessandria, Mantua und Verona.
Danach nahm er am Russlandfeldzug Napoleons teil. Diesen überlebte er und konnte sich nach Danzig retten. Nach der Schlacht von Waterloo geriet er in englische Gefangenschaft, aus der er 1816 entlassen wurde.
Nun arbeitete er zunächst für den Genfer Bankier Jean Gabriel Eynard, von dem er eine Empfehlung für König Wilhelm I. von Württemberg erhielt. Dieser ernannte ihn 1818 zum Hofbaumeister.
In Württemberg entstand zunächst in Zusammenarbeit mit der architekturbegeisterten Königin Katharina von Württemberg der Königliche Pavillon in Weil bei Esslingen. 1819 nach ihrem Tod baute er ihre Grabkapelle auf dem Württemberg. Von 1823 bis 1829 wurde das Schloss Rosenstein nach den Plänen Saluccis gebaut. Weitere von ihm entworfene Gebäude sind das Wilhelmspalais und das Königliche Reithaus in der Neckarstraße.
Da die geplanten Kosten für den Königlichen Pavillon in Weil überschritten wurden, musste er sich bald alles von der Bau- und Gartendirektion genehmigen lassen. 1828, nach einem Streit mit einem ihm vorgesetzten Beamten, stellte er einen Antrag um seine Entlassung. Vier Tage später bereits bat er aber darum, wieder eingestellt zu werden. 1839 wurde im Schloss Rosenstein der Hausschwamm entdeckt, was ihm zur Last gelegt wurde und zu seiner endgültigen Entlassung führte.
1840 kehrte Salucci beinahe mittellos nach Florenz zurück. Dort starb er 1845. Beigesetzt wurde er im Kreuzgang des Klosters San Marco.

## Galerie

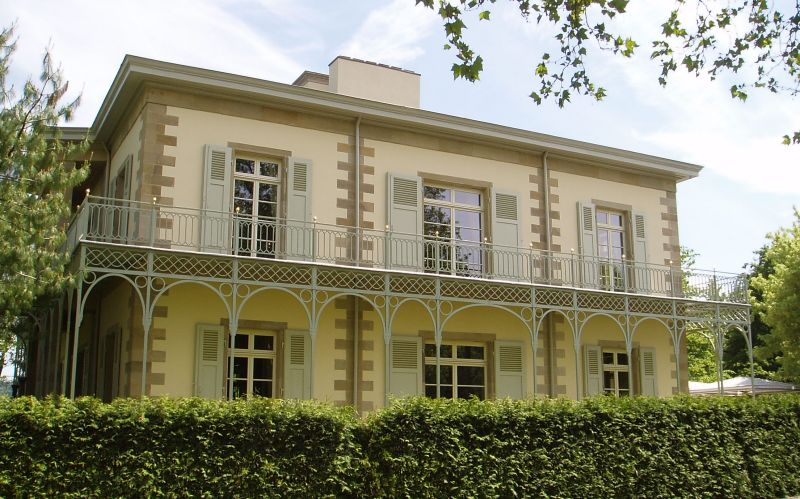
Königlicher Pavillon in Esslingen-Weil
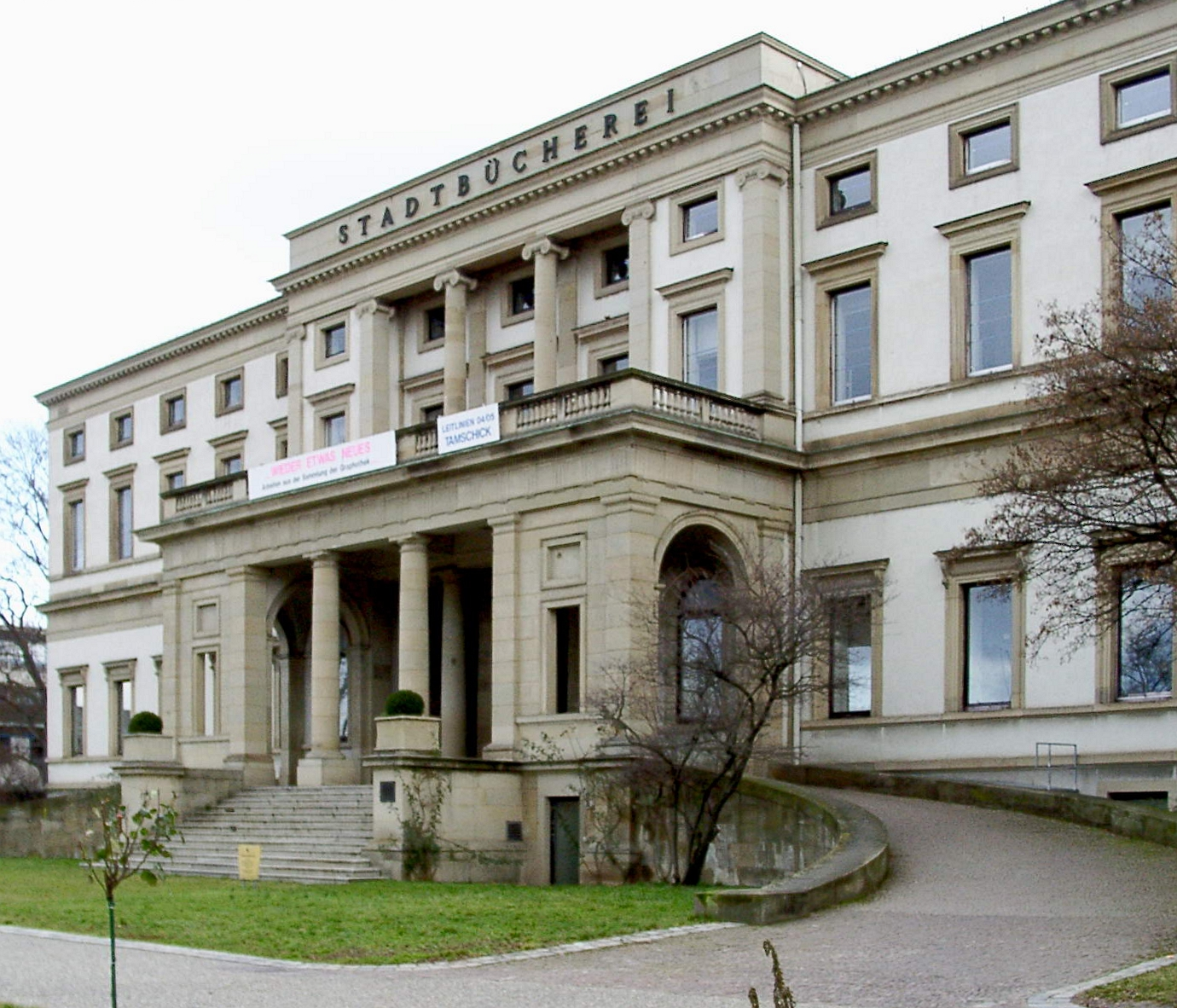
Wilhelmspalais am Charlottenplatz in Stuttgart
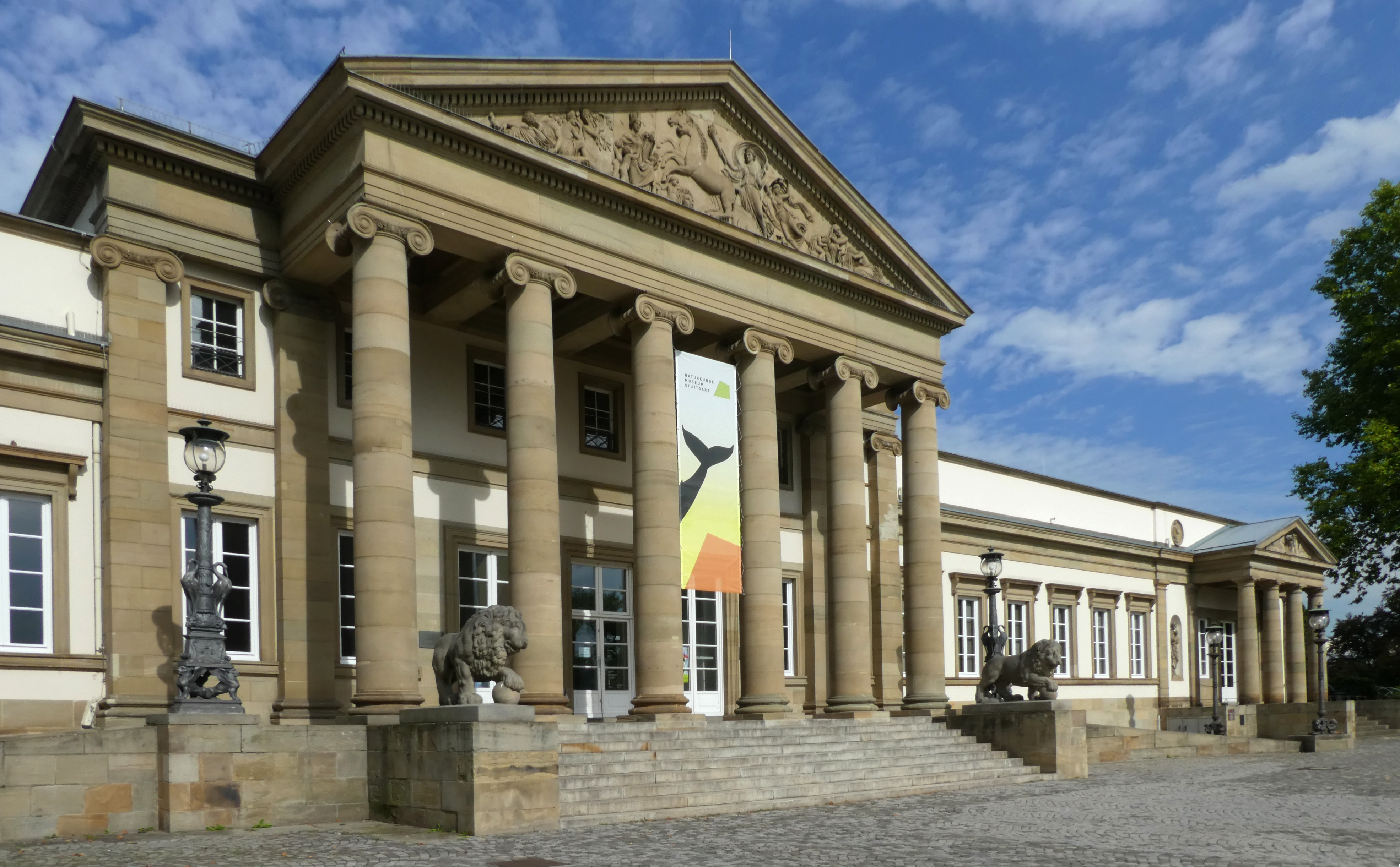
Schloss Rosenstein

## Werke in öffentlichen Sammlungen
- Nachlass Saluccis, bestehend aus 142 Entwürfen zu Bauwerken, befindet sich in der Universitätsbibliothek Stuttgart (Inv. Nr. Salu001-Salu142) und in den Digitalen Sammlungen der Universitätsbibliothek Stuttgart
- Fotografische Sammlung „Giovanni Saluccis klassizistische Bauwerke in Württemberg“ von Rotraud Harling in der Karten- und Plansammlung der Universitätsbibliothek Stuttgart: Karten- und Plansammlung.